# Björn Brembs
Björn Brembs (* 23. Februar 1971 in Würzburg) ist ein deutscher Neurobiologe, der an der Universität Regensburg eine Professur für Neurogenetik innehat.

## Leben
Brembs, der Sohn einer schwedischen Mutter und eines deutschen Vaters, wuchs zweisprachig auf. Er besuchte das Wirsberg-Gymnasium in seiner Heimatstadt, wo er 1990 das Abitur ablegte. Während seiner Schulzeit war er als Austauschschüler in Spring Church (Pennsylvania, USA) und Montpellier (Frankreich). Zudem schrieb er eine Facharbeit zum Thema der Lachs-Wanderung.
Nach dem Wehrdienst studierte Brembs ab 1991 Biologie an der Julius-Maximilians-Universität Würzburg. Teile seines Studiums absolvierte er an der Universität Umeå (Schweden), hinzu kam ein kürzerer Auslandsaufenthalte an der University of Glasgow (Schottland). Brembs schloss seine Ausbildung 1996 mit einer Diplomarbeit zum Thema Classical and Operant Conditioning in Drosophila at the Flight Simulator erfolgreich ab.
Auch in den kommenden Jahren widmete er sich der Erforschung des Lern- und Erinnerungsvermögen der Taufliegengattung Drosophila, war als Teilnehmer und Organisator an verschiedenen Konferenzen beteiligt und trieb seine Promotion voran. Diese schloss Brembs im Frühjahr 2000 mit der Dissertation mit dem Titel An Analysis of Associative Learning in Drosophila at the Flight Simulator ab.
Anschließend war Brembs für drei Jahre als Postdoc an der University of Texas Health Science Center at Houston (Teil des University of Texas System) im Labor von John Byrne. In dieser Zeit beschäftigte er sich mit dem Lernverhalten von Aplysia („Seehasen“), veröffentlichte eine Reihe von Artikeln in Fachzeitschriften und wurde auch als Reviewer tätig. 2001 erhielt er ein Emmy-Noether-Fellowship der Deutschen Forschungsgemeinschaft (DFG).
Ende 2003 wechselte Brembs an das Institut für Neurobiologie der Freien Universität Berlin, wo er Anfang 2004 ein von der DFG über drei Jahre gefördertes Labor zur weiteren Erforschung der Drosophila erhielt. Im Dezember 2005 erhielt er zudem ein zweijähriges DFG-Stipendium zur Vertiefung seiner Arbeit mit Aplysia. Im Laufe dieser Zeit war Brembs auch als Herausgeber und Reviewer für verschiedene Fachblätter tätig.
2009 erhielt Brembs ein Heisenberg-Fellowship der DFG und setzte seine Arbeiten an der Freien Universität Berlin fort, wo er 2010 den DFG-Forschungsbereich „Biogenic amines in insects: coordination of physiological processes and behaviour“ mitbegründete. Seit diesem Jahr ist Brembs auch Mitglied der Faculty of 1000.
An der Universität Regensburg hat Brembs im Oktober 2012 seine erste Professur angetreten.
Seit 2013 hat sich Brembs mit einer Reihe von Publikationen pointiert an der wissenschaftspolitischen Diskussion über die Entwicklung des wissenschaftlichen Publikationswesens und die fragliche Relevanz von Ranglisten zugeschriebenen Renommees etablierter Zeitschriften in bestimmten Disziplinen (Journal Rankings) für die Qualitätssicherung in den betreffenden Disziplinen beteiligt. Er konnte zeigen, dass in vielen Fällen Artikel zweifelhaften wissenschaftlichen Werts in hoch angesehenen Zeitschriften publiziert worden waren, und plädiert deshalb dafür, dass die Wissenschaften sich von der zu erheblichen Teilen durch wenige, international agierende Verlagskonzerne kontrollierten Publikations- und Informations-Infrastruktur der Zeitschriften verabschieden und stattdessen eine gemeinnützige, auf Open-Source-Software basierende und durch die Forschenden selbst kontrollierte digitale Informations-Infrastruktur aufbauen sollten.

## Veröffentlichungen (Auswahl)
- Björn Brembs: An Analysis of Associative Learning in Drosophila at the Flight Simulator. Dissertation, Julius-Maximilians-Universität Würzburg 2000; https://bjoern.brembs.net/wp/?wpdmdl=689.
- Björn Brembs, F. D. Lorenzetti, F. D. Reyes, D. A. Baxter, J. H. Byrne: Operant Reward Learning in Aplysia: Neuronal Correlates and Mechanisms. In: Science. Band 296, 2002, S. 1706–1709.
- Björn Brembs: The neurobiology of operant learning: biophysical and molecular mechanisms in a hierarchical organization of multiple memory systems. Habilitationsschrift, Freie Universität Berlin 2008; https://bjoern.brembs.net/wp/?wpdmdl=686.
- Björn Brembs: Towards a scientific concept of free will as a biological trait: spontaneous actions and decision-making in invertebrates. Proceedings of the Royal Society B. 278 (2011), 930-939; doi:10.1098/rspb.2010.2325.